# 山下保博 (地方公務員)
山下 保博（やました やすひろ）は、日本の地方公務員、工学博士。東京都都市計画局長、東京都建設局長、東京都公園協会理事長を歴任した。全日本建設技術協会小沢賞受賞。

## 人物・経歴
1967年東京大学工学部卒業、東京都入庁。1968年東京都都市計画局施設計画部街路計画課長。1992年首都高速道路公団計画部付調査役。1994年東京都都市計画局総合計画部長。1995年東京都都市計画局開発計画部長。1996年東京都都市計画局施設計画部長。1998年東京都都市計画局技監兼多摩都市整備本部建設監。
2000年東京都都市計画局長。2001年東京都建設局長、日本道路協会理事、国土交通省市街地整備研究会委員。2002年東京都公園協会理事長。同年全日本建設技術協会小沢賞受賞。2004年東京都収用委員会委員。同年東京大学博士（工学）。東京都交友会常任理事なども務めた。2014年瑞宝小綬章受章。